# José de Freitas (ort)
José de Freitas är en ort i Brasilien.   Den ligger i kommunen José de Freitas och delstaten Piauí, i den östra delen av landet, 1 400 km norr om huvudstaden Brasília. José de Freitas ligger 131 meter över havet och antalet invånare är 21 432.
Terrängen runt José de Freitas är platt. Det finns inga andra samhällen i närheten.
Omgivningarna runt José de Freitas är huvudsakligen savann. Runt José de Freitas är det ganska glesbefolkat, med 22 invånare per kvadratkilometer.